# Bussières (Saône-et-Loire)
Pour les articles homonymes, voir Bussières.
Bussières est une commune française située dans le département de Saône-et-Loire, en région Bourgogne-Franche-Comté.

## Géographie
Bussières se situe dans le Mâconnais, à une altitude approximative de 250 mètres. Elle s'étend sur 408 hectares.

### Climat
Pour des articles plus généraux, voir Climat de la Bourgogne-Franche-Comté et Climat de Saône-et-Loire.
En 2010, le climat de la commune est de type climat océanique dégradé des plaines du Centre et du Nord, selon une étude du Centre national de la recherche scientifique s'appuyant sur une série de données couvrant la période 1971-2000. En 2020, Météo-France publie une typologie des climats de la France métropolitaine dans laquelle la commune est dans une zone de transition entre le climat semi-continental et le climat de montagne et est dans la région climatique Bourgogne, vallée de la Saône, caractérisée par un bon ensoleillement (1 900 h/an), un été chaud (18,5 °C), un air sec au printemps et en été et des vents faibles.
Pour la période 1971-2000, la température annuelle moyenne est de 11,2 °C, avec une amplitude thermique annuelle de 17,7 °C. Le cumul annuel moyen de précipitations est de 829 mm, avec 11 jours de précipitations en janvier et 6,9 jours en juillet. Pour la période 1991-2020, la température moyenne annuelle observée sur la station météorologique de Météo-France la plus proche, « Mâcon », sur la commune de Charnay-lès-Mâcon à 8 km à vol d'oiseau, est de 12,3 °C et le cumul annuel moyen de précipitations est de 833,7 mm. 
La température maximale relevée sur cette station est de 39,8 °C, atteinte le 13 août 2003 ; la température minimale est de −21,4 °C, atteinte le 15 février 1956,,.
Les paramètres climatiques de la commune ont été estimés pour le milieu du siècle (2041-2070) selon différents scénarios d'émission de gaz à effet de serre à partir des nouvelles projections climatiques de référence DRIAS-2020. Ils sont consultables sur un site dédié publié par Météo-France en novembre 2022.

## Urbanisme

### Typologie
Au 1er janvier 2024, Bussières est catégorisée commune rurale à habitat dispersé, selon la nouvelle grille communale de densité à sept niveaux définie par l'Insee en 2022.
Elle appartient à l'unité urbaine de La Roche-Vineuse, une agglomération intra-départementale regroupant trois  communes, dont elle est une commune de la banlieue,,. Par ailleurs la commune fait partie de l'aire d'attraction de Mâcon, dont elle est une commune de la couronne,. Cette aire, qui regroupe 105 communes, est catégorisée dans les aires de 50 000 à moins de 200 000 habitants,.

### Occupation des sols
L'occupation des sols de la commune, telle qu'elle ressort de la base de données européenne d’occupation biophysique des sols Corine Land Cover (CLC), est marquée par l'importance des territoires agricoles (70,8 % en 2018), en diminution par rapport à 1990 (72,8 %). La répartition détaillée en 2018 est la suivante : cultures permanentes (43,5 %), prairies (26,2 %), zones urbanisées (14,3 %), forêts (11,2 %), milieux à végétation arbustive et/ou herbacée (3,7 %), zones agricoles hétérogènes (1,1 %). L'évolution de l’occupation des sols de la commune et de ses infrastructures peut être observée sur les différentes représentations cartographiques du territoire : la carte de Cassini (XVIIIe siècle), la carte d'état-major (1820-1866) et les cartes ou photos aériennes de l'IGN pour la période actuelle (1950 à aujourd'hui).

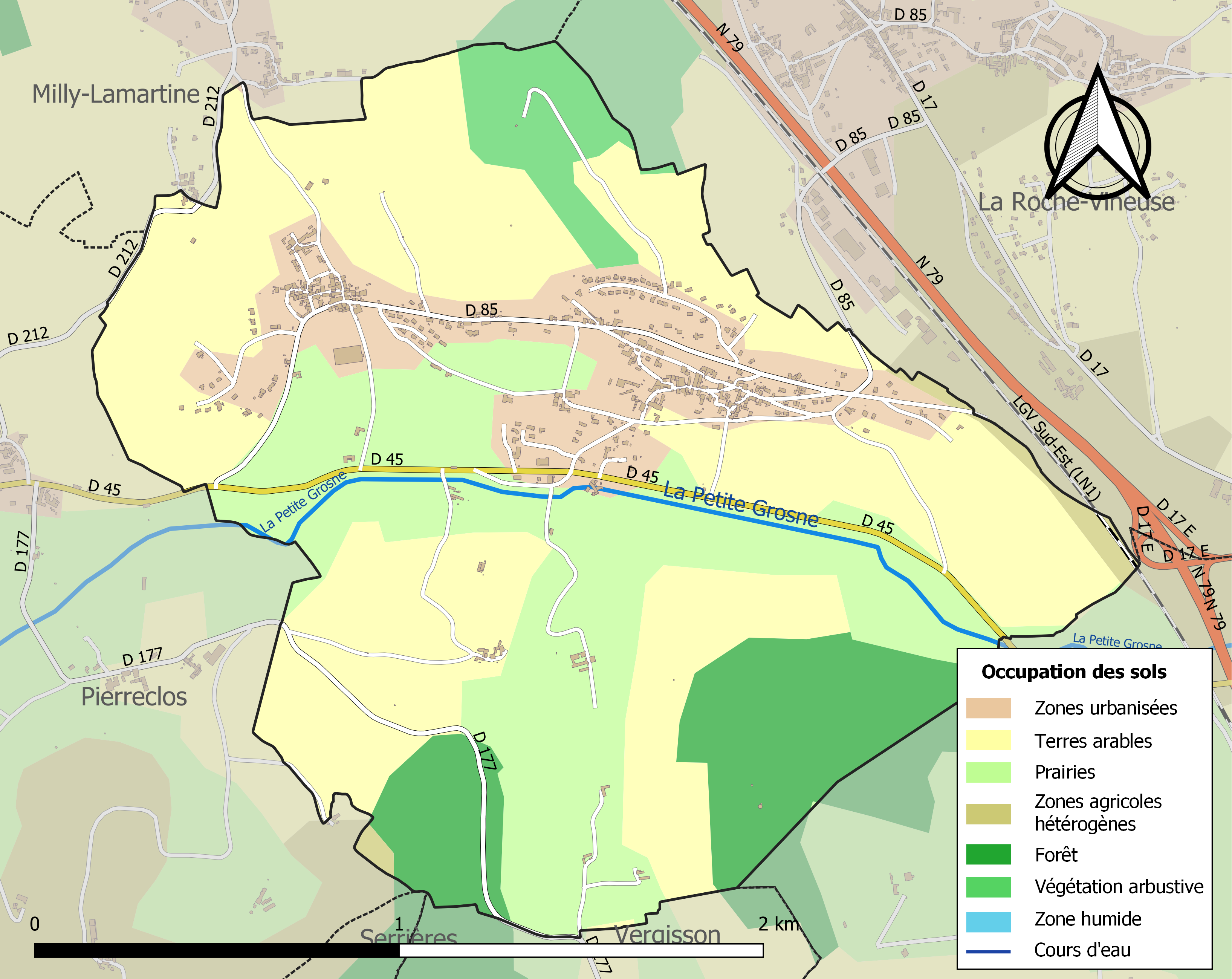
Carte des infrastructures et de l'occupation des sols de la commune en 2018 (CLC).

## Histoire

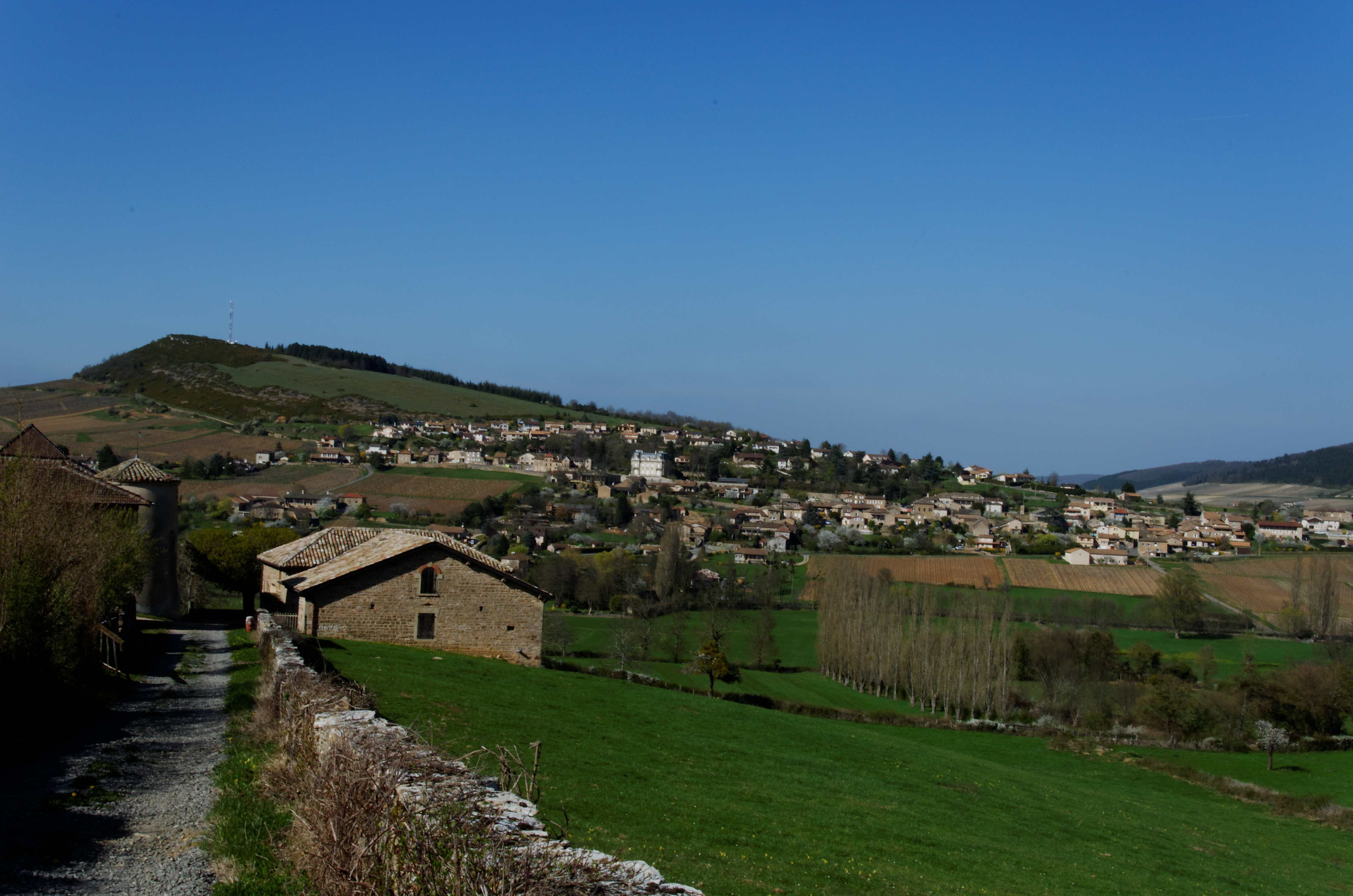
Vue sur Monsard et le hameau de Grand Bussières depuis le château des Essertaux.

On trouve à Bussières un camp retranché à éperon barré de l'époque gallo-romaine, au lieu-dit En Monsard.
Station de Roche Bregnat : outillage du néolithique à l'âge du Bronze.

## Toponymie
Bussières vient de son ancien nom latin Buxerias.

## Politique et administration

### Liste des maires

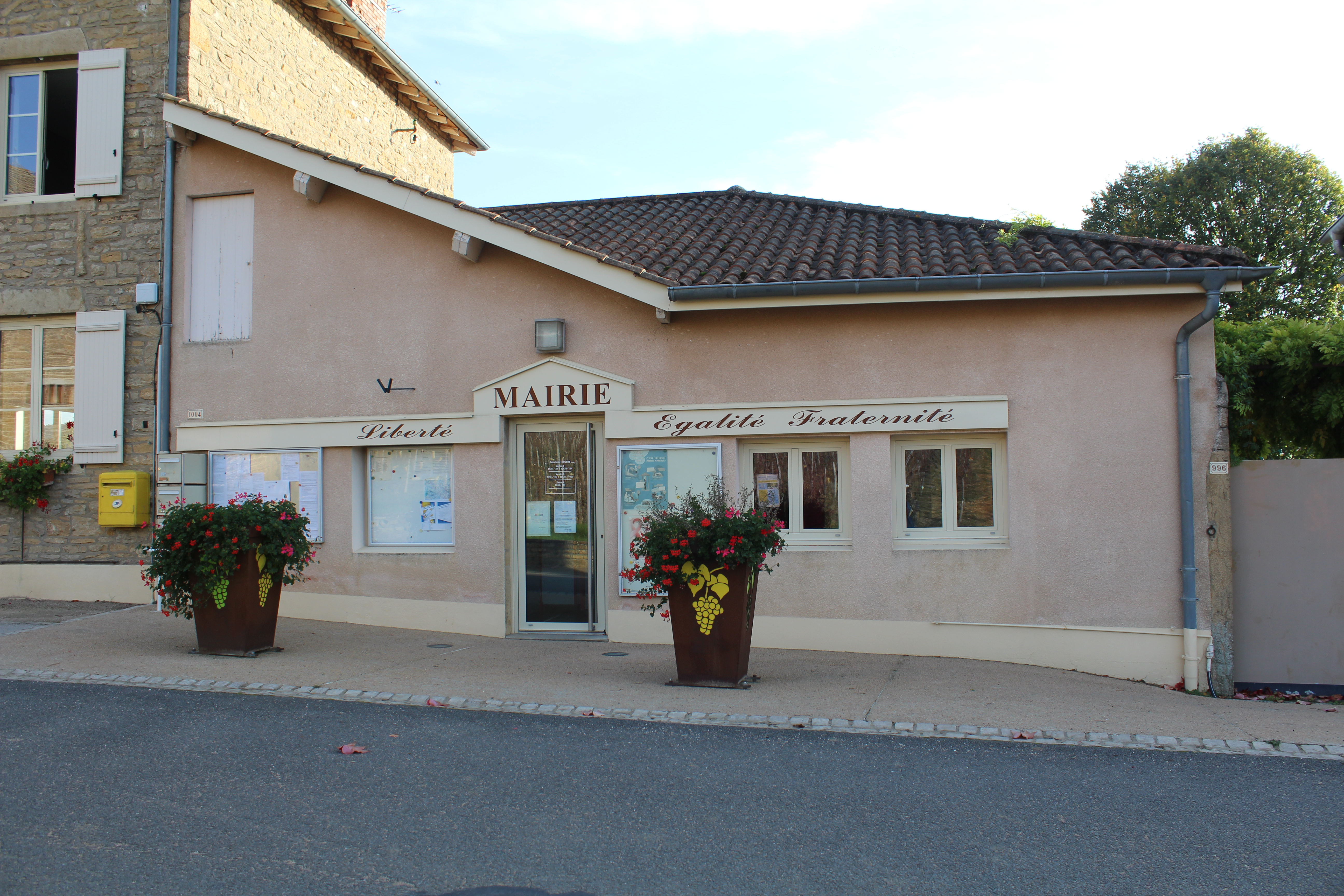
Mairie.

| Période                                  | Période        | Identité                 | Étiquette | Qualité |
| ---------------------------------------- | -------------- | ------------------------ | --------- | --- |
|                                          | 1825           | Jean Baptiste Corseret   |           | |
| 1825                                     | Septembre 1830 | Jean Charlet             |           | |
| Octobre 1830                             | 1840           | Claude Maritain          |           | |
| 1840                                     | 1844           | Paul Brosse              |           | |
| 1844                                     | 1848           | Claude Revillon          |           | |
| Septembre 1848                           | 1860           | François Claude Maritain |           | |
| Mars 1860                                | 1869           | Henry Testot-Ferry       |           | |
| 1870                                     | 1873           | Antoine Martinot         |           | |
| 1874                                     | 1880           | Philibert Revillon       |           | |
| 1881                                     | 1890           | Antoine Moreau           |           | |
| 1890                                     | 1892           | Philibert Revillon       |           | |
| 1892                                     | 1898           | Denis Lapalus            |           | |
| mars 1965                                | juin 1995      | Raymond Juillard         |           | Élu président du Syndicat d'électrification Mâconnais-Beaujolais (Sydel) en décembre 1994. Arrêté par la Gestapo le 17 août 1943, déporté au camp de concentration de Buchenwald en décembre 1943 (libéré en avril 1945). Né le 19 mars 1926 à Bussières et décédé en janvier 2013. Officier de la Légion d’honneur, officier des Palmes académiques, titulaire de la croix de guerre 1939-1945, de la médaille militaire et de la croix des déportés résistants. |
| juin 1995                                | mars 2001      | Michèle Grand            |           | |
| mars 2001                                | en cours       | Rémy Desplanches         |           | |
| Les données manquantes sont à compléter. |                |                          |           | |

### Jumelages
La commune est jumelée avec :
- Martelange (Belgique), commune de la province de Luxembourg[15].

## Population et société

### Démographie
L'évolution du nombre d'habitants est connue à travers les recensements de la population effectués dans la commune depuis 1793. Pour les communes de moins de 10 000 habitants, une enquête de recensement portant sur toute la population est réalisée tous les cinq ans, les populations de référence des années intermédiaires étant quant à elles estimées par interpolation ou extrapolation. Pour la commune, le premier recensement exhaustif entrant dans le cadre du nouveau dispositif a été réalisé en 2004.

En 2022, la commune comptait 588 habitants, en évolution de +4,81 % par rapport à 2016 (Saône-et-Loire : −1,06 %, France hors Mayotte : +2,11 %).
| 1793 | 1800 | 1806 | 1821 | 1831 | 1836 | 1841 | 1846 | 1851 |
| ---- | ---- | ---- | ---- | ---- | ---- | ---- | ---- | ---- |
| 440  | 457  | 500  | 453  | 451  | 438  | 435  | 453  | 471  |

| 1856 | 1861 | 1866 | 1872 | 1876 | 1881 | 1886 | 1891 | 1896 |
| ---- | ---- | ---- | ---- | ---- | ---- | ---- | ---- | ---- |
| 482  | 409  | 458  | 437  | 478  | 503  | 511  | 461  | 422  |

| 1901 | 1906 | 1911 | 1921 | 1926 | 1931 | 1936 | 1946 | 1954 |
| ---- | ---- | ---- | ---- | ---- | ---- | ---- | ---- | ---- |
| 434  | 437  | 429  | 374  | 367  | 345  | 331  | 324  | 304  |

| 1962 | 1968 | 1975 | 1982 | 1990 | 1999 | 2004 | 2006 | 2009 |
| ---- | ---- | ---- | ---- | ---- | ---- | ---- | ---- | ---- |
| 282  | 256  | 318  | 393  | 463  | 535  | 555  | 560  | 592  |

| 2014 | 2019 | 2022 | - | - | - | - | - | - |
| ---- | ---- | ---- | - | - | - | - | - | - |
| 569  | 579  | 588  | - | - | - | - | - | - |

### Cultes
Bussières appartient à l'une des sept paroisses composant le doyenné de Mâcon (doyenné relevant du diocèse d'Autun) : la paroisse Saint-Vincent en Val-Lamartinien, paroisse qui a son siège à La Roche-Vineuse et qui regroupe quinze villages du Mâconnais.

## Culture locale et patrimoine

### Lieux et monuments
- Château des Essertaux ;

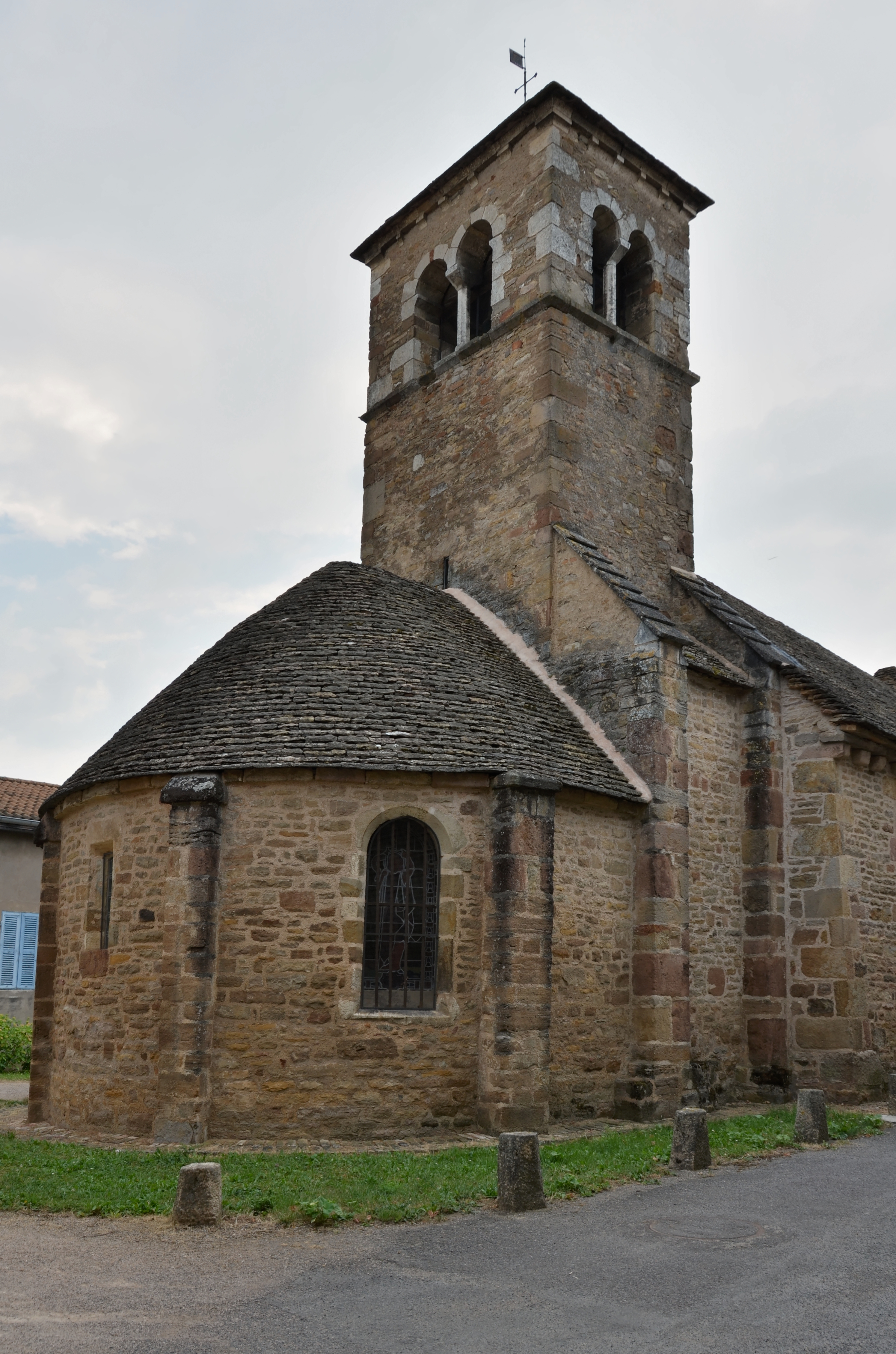
L'église.

- Église de la Conversion-de-Saint-Paul, du XIIIe siècle ;
- La grotte de l'abbé Jocelyn Dumont.
- Le site néolithique du camp retranché du Monsard, comportant une enceinte elliptique répétée, avec fossé extérieur et murailles assez marquées (site ayant abrité jadis une hutte en fer à cheval, dont la fouille donna des vestiges néolithiques)[14].

### Personnalités liées à la commune
- L'abbé Dumont, précepteur et ami de Lamartine, vivait à Bussières. La grotte du Monsard située au-dessus du village inspira Lamartine pour le personnage de « Jocelyn ». Cette grotte est maintenant appelée grotte de Jocelyn.
- Henry Testot-Ferry, inventeur de la Roche de Solutré, vivait à Bussières, dont il fut longtemps le maire. La rue passant devant sa maison porte dorénavant son nom.
- Pierre Chanal, arrêté dans un chemin où se trouvait son camping-car combi.

## Pour approfondir